# Campionato Nazionale 1917-1918
La stagione 1917-1918 è stato il terzo Campionato Nazionale, e ha visto campione l'Hockey Club Bern.

## Gruppi

### Serie Est
HC Bern è l'unica squadra iscritta e passa direttamente alla finale

### Serie Ovest

#### Classifica
| Posizione | Squadra         | G | V | N | P | GF | GF | DR | Punti | Osservazioni            |
| --------- | --------------- | - | - | - | - | -- | -- | -- | ----- | ----------------------- |
| 1.        | Rosey-Gstaad    | ? | ? | ? | ? | ?  | ?  | ?  | ?     | Qualificato alla finale |
| 2.        | Bellerive Vevey | ? | ? | ? | ? | ?  | ?  | ?  | ?     |                         |
| 3.        | Servette        | ? | ? | ? | ? | ?  | ?  | ?  | ?     |                         |
| 4.        | Ginevra         | ? | ? | ? | ? | ?  | ?  | ?  | ?     |                         |

## Finale
| Caux 3 febbraio 1918 | HC Bern | 1 – 0 referto | Rosey-Gstaad |  |

## Verdetti
| Campionato Nazionale 1917-1918 | Campionato Nazionale 1917-1918 |
| ------------------------------ | ------------------------------ |
| Campionato Nazionale           | HC Bern                        |